# マリオ・バレンズエラ
マリオ・バレンズエラ・オスーナ（Mario Valenzuela Osuna, 1977年3月10日 - ）はメキシコ・バハ・カリフォルニア・スル州出身の元プロ野球選手（外野手）。右投右打。

## 経歴

### プロ入りとホワイトソックス傘下時代
1996年にシカゴ・ホワイトソックスと契約。この年はルーキー級ガルフ・コーストリーグ・ホワイトソックスで21試合に出場し、打率.260、1本塁打、8打点という成績だった。
1997年はレンタル移籍でリーガ・メヒカーナ・デ・ベイスボルのサルティーヨ・サラペメーカーズに所属。
1998年にホワイトソックス傘下に復帰し、ルーキー級ブリストル・ホワイトソックスに所属。1999年はA級バーリントン・ビーズ、2000年はA+級ウィンストン・セイラム・ワートホッグス、2001年はAA級バーミングハム・バロンズ、AAA級シャーロット・ナイツでプレー。
2002年は怪我で全休した。
2003年はAAA級シャーロット、ルーキー級グレートフォールズ・ホワイトソックスでプレー。
2004年はAAA級シャーロットでプレー。119試合に出場し、打率.263、25本塁打、66打点、3盗塁という成績だった。この年限りでホワイトソックスを退団した。

### メキシカンリーグ時代
2005年にリーガ・メヒカーナ・デ・ベイスボルのサルティーヨ・サラペメーカーズと契約し、キャリアハイとなる打率.360、31本塁打、103打点を記録。
2006年、第1回WBCのメキシコ代表に選出された。2次リーグの対アメリカ戦でロジャー・クレメンスから放った打球がライトポールに直撃したが、責任審判ボブ・デービッドソンにより二塁打と判定された。これは本来なら本塁打として扱われるべきであるとして、デービッドソンの誤審疑惑のひとつとなった。
2009年にメキシコシティ・レッドデビルズに移籍。この年には第2回WBCのメキシコ代表に選出された。
2015年にオアハカ・ウォーリアーズに移籍。
2018年1月26日に現役を引退した。